# Augustine Eguavoen
Augustine Owen Eguavoen (Sapele, Nigeria, 19 de agosto de 1965) es un exfutbolista y entrenador nigeriano, se desempeñaba como defensa o lateral y participó en 53 partidos con la selección de fútbol de Nigeria.

## Carrera internacional
Eguavoen fue internacional en 53 ocasiones con la selección de fútbol de Nigeria. Participó en dos Mundiales con su selección junto a otros jugadores como Augustine Okocha, Rashidi Yekini, Nwankwo Kanu, Celestine Babayaro o Sunday Oliseh.

### Participaciones en Copas del Mundo
| Mundial                        | Sede           | Resultado   |
| ------------------------------ | -------------- | ----------- |
| Copa Mundial de Fútbol de 1994 | Estados Unidos | 8º de final |
| Copa Mundial de Fútbol de 1998 | Francia        | 8º de final |
| Copa Rey Fahd 1995             | Arabia Saudita | Semifinal   |

### Participaciones internacionales
| Torneo                         | Sede          | Resultado    |
| ------------------------------ | ------------- | ------------ |
| Juegos Olímpicos de Seúl 1988  | Corea del Sur | Primera fase |
| Copa Africana de Naciones 1992 | Senegal       | Semifinal    |
| Copa Africana de Naciones 1994 | Túnez         | Campeón      |

## Clubes como futbolista
| Club                 | País           | Año         |
| -------------------- | -------------- | ----------- |
| ACB Lagos            | Nigeria        | 1985 - 1986 |
| KAA Gent             | Bélgica        | 1986 - 1990 |
| KV Cortrique         | Bélgica        | 1990 - 1994 |
| CD Ourense           | España         | 1994 - 1995 |
| KV Cortrique         | Bélgica        | 1995 - 1996 |
| Sacramento Scorpions | Estados Unidos | 1996        |
| FC Torpedo Moscú     | Rusia          | 1997 - 1998 |
| Sliema Wanderers FC  | Malta          | 1998 - 2001 |

## Clubes como entrenador
| Club                     | País      | Año           |
| ------------------------ | --------- | ------------- |
| Sliema Wanderers         | Malta     | 2000-2001     |
| Bendel Insurance         | Nigeria   | 2002          |
| Nigeria U21              | Nigeria   | 2002-2003     |
| Nigeria                  | Nigeria   | 2005-2007     |
| Black Leopards FC        | Sudáfrica | 2008          |
| Enyimba International FC | Nigeria   | 2008-2009     |
| Nigeria                  | Nigeria   | 2010          |
| Nigeria U23              | Nigeria   | 2010-2011     |
| Sharks F.C.              | Nigeria   | 2012-2013     |
| COD United               | Nigeria   | 2013          |
| Bendel                   | Nigeria   | 2014          |
| Gombe United             | Nigeria   | 2014-2015     |
| Sunshine Stars           | Nigeria   | 2017          |
| Nigeria (interinato)     | Nigeria   | 2021-2022     |
| Nigeria (interinato)     | Nigeria   | 2024-Presente |